# Otto Lasanen
Otto Abraham Lasanen (Kuopio, 14 d'abril de 1891 – Asikkala, 25 de juliol de 1955) va ser un lluitador de lluita grecoromana finlandès que va competir a començaments del segle xx.
El 1912 va prendre part en els Jocs Olímpics d'Estocolm, on guanyà la medalla de bronze de la categoria del pes ploma de lluita grecoromana.
El 1917 guanyà el títol rus de pes ploma, en ser Finlàndia part de Rússia. Lasanen era conductor.